# مؤشر لي كيه كيانج
مؤشر لي كه كيانج نسبة إلى رئيس الوزراء الصيني لي كيه كيانج، هو مؤشر بديل لقياس النمو الاقتصادي. وفقًا لبرقيات لوزارة الخارجية الأمريكية المسربة عبر منصة ويكيليكس، فقد أخبر لي كه كيانج السفير الأمريكي في 2007، أن أرقام مؤشرات الناتج المحلي الإجمالي هي أرقام "من صنع الإنسان"، وأنه، أي لي كه كيانج، يستخدم ثلاث بيانات لقياس النمو الاقتصادي وهي: حجم البضائع المنقولة على السكك الحديدية واستهلاك الكهرباء والقروض من البنوك. استخدمت صحيفة ذا إيكونومست البريطانية المؤشر لقياس النمو الاقتصادي الصيني وأصبح موضع استشهاد في النقاشات المتعلقة باقتصاد الصين. وأشير إلى أن مقياس لي كه تشيانج يفشل في التقاط النمو في قطاع الخدمات.

## استشهادات
1. ↑  "نمو الخدمات يزيد الشكوك في «مؤشر لي كيكيانج»". الاقتصادية. مؤرشف من الأصل في 2015-10-14. اطلع عليه بتاريخ 2019-07-05.